# Izganjalec hudiča (roman, 1994)
Izganjalec hudiča (1994) je postmodernistični zgodovinski roman z elementi metafikcije. Avtor Tone Perčič je zanj leta 1995 prejel nagrado kresnik za najboljši roman leta.

## Vsebina
Roman je zgrajen iz dveh delov, ki sta med seboj motivno in tematsko bolj ohlapno povezana. V prvem delu Vodja in njegova stražarja zasledujejo pobeglega kaznjenca. Ponoči potrkajo na vrata pripovedovalca in ga brez prigovarjanja vzamejo s sabo na lov za ubežnikom. Gazijo po visokem snegu in iščejo sledi, ki pa so zabrisane oz. se jim le zdi, da pripadajo pobeglemu kaznjencu. Pripovedovalec je sprva zmeden, ne razume, zakaj so prišli ponj in zakaj mora tudi on sodelovati pri lovu. O kaznjencu izve, da ima leseno levo nogo, iz katere curlja kri. Morajo ga uloviti ter ga pripeljati nazaj, saj je zašel s prave poti, za kar mora biti kaznovan, kasneje pa ga čaka prevzgoja. Neprestano ponavljajo, da je najhitrejši ubežnik, ampak tudi oni so najhitrejši zasledovalci, če bi hoteli, bi ga že lahko ulovili. Pripovedovalcu se zdi ta lov za plenom sprva nesmiseln in neprestano sanja o svojem domu, kjer je prijetno toplo, sčasoma pa postane bolj zagret kot Vodja. Ko enega izmed stražarjev zasuje plaz in ko nekdo  prereže Vodji vrat, prepusti zadnjega spremljevalca tropu volkov, da bi lahko sam hitreje napredoval in ujel kaznjenca. Preneha razlikovati med tem, kaj je prav in kaj narobe, pomembno je le uresničiti cilj. 
V drugem delu so v ospredju dnevniki Viktorja, ki je leta 1947 aretiran zaradi domnevnega vohunstva ter nasprotovanja komunizmu. Te zapiske najde pripovedovalec. V zapiskih se izmenjujeta dve zgodbi. Prvo pripoveduje aretiranec Viktor in gre za njegovo avtobiografijo oz. biografijo ljudi, s katerimi se je družil na potovanjih po Nemčiji, Franciji, Sovjetski zvezi. Družil se je z ljubico in vohunko Gretl, z ruskimi kontesami, ki so mu pripovedovale o Hitlerju, Leninu in Stalinu, čemur sam komaj verjame. Skozi te spise, ki jih piše v zaporu, izvemo marsikaj o svetovnih ideologijah, njegovem stališču in o tem, da je na koncu sodeloval s tistimi, ki so želeli narediti atentat na Hitlerja, mučil in ubijal je nasprotnike Judov, nakar je spoznal, da je bil prevaran. Viktor piše pod budnim očesom preiskovalca Jožeta Kosca, ki k njegovim zapiskom beleži opombe, ki so druga zgodba. Želi pomagati Viktorju, zato pritiska nanj, naj pove resnico, se pokesa in spreobrne. Od njega zahteva imena, kraje, da bo lahko še koga spreobrnil in prepričal, da je Titova oblast nad vsemi. Viktor je na koncu obsojen na prisilno delo na Koščevem posestvu, kjer spozna, da je nevednost prvi korak k sreči. Oblast si želi neukega ljudstva oz. ljudstva, ki ne razmišlja s svojo glavo. Ni pomembno, ali je laž edina resnica na svetu, saj so vse samo besede.

## Zgradba in stil
Poglavji sta razdeljeni na krajša podpoglavja, označena z rimskimi številkami. Naslov obeh je v latinščini, in sicer se prvi glasi Septentriones (Sedem zvezd blizu severnega pola), drugi pa A bello, peste, et fame libera nos, Domine! (O, Gospod, reši nas vojne, kuge in lakote!).
Roman je ironičen (Kosec se primerja s Kristusom, ki se je žrtvoval za svoj narod in ga bo rešil pogube; oster smeh je namenjen socialistični in nacistični ideologiji), v prvem delu so razpršeni fantastični motivi (fantastika ni osrednja enota v tem delu), saj se Viktor sprašuje, ali se je vse napisano zares zgodilo ali si je morda osebe izmislil, ker je o njih nekje bral in so obstajale v nekem drugem času, meja med resničnostjo in izmišljenim je tako zabrisana in niti pripovedovalec ne ve, kaj je resnično. Prvi del je liričen (ponavljanja, poosebitve, alegorije, ekspresivnost, hiperbolično stopnjevanje). Opisi oseb, stvari, pokrajine, mesta so podrobnejši.
V prvem delu je pripovedovalec prvoosebni, medtem ko se v drugem izmenjujejo trije, in sicer tretjeosebni vsevedni, ki povzema zgodbo drugih dveh, ki sta Viktor in Jože Kosec.

## Razlage
Slovenska kritika je roman sprejela z navdušenjem, so pa interpretacije različne. V literarni zgodovini velja za zgled postmodernističnega zgodovinskega romana z elementi metafikcije (avtopoetski komentarji, medbesedilne navezave in prepletanje dveh realnosti). Viktor je v nekem trenutku predstavljen kot pisec dela, medtem ko je Jože Kosec recenzent, ki bo prenesel to delo založniškemu svetu (sodna porota), ki bo določila, ali si Viktor zasluži literarno nagrado (zapor). Roman je zgodovinski, ker vsebuje veliko zunajliterarnih referenc: zamejeno zgodovinsko obdobje, zgodovinske osebnosti, dogodki, dokumenti ... Prvi del je še precej modernističen (negotovost, abstraktna čas in kraj dogajanja, nelinearnost), medtem ko je postmodernističnost mogoče prepoznati v medsebojni interakciji prvega in drugega dela, poleg tega pa tudi v namernem mešanju faktov s fikcijo, zgodovine z literaturo, do skrajno dvomljivega statusa resnice.
Literarni zgodovinar Franc Zadravec roman opredeljuje kot stvarni roman oz. roman dvojček.
Iz prvega dela je nemogoče razbrati, kdo je preganjalec/slednik/pripovedovalec, ker ni nikjer imenovan, in kdo je ubežnik. Večpomenskost daje romanu težo. Ne vemo, kdo sta ubežnik in pripovedovalec, vendar to ni pomembno, ker je le ohlapna povezava z drugim delom. Druga interpretacija pravi, da je ubežnik Viktor sam, ki so ga zasledovali ter nato ujeli in zaprli, nato pa v zaporu piše svojo avtobiografijo. Tretja razlaga: Ubežnik in slednik naj bi bila ena in ista oseba, to je Viktor, ki je že v zaporu in se mu o celotnem zasledovanju samo sanja. Skupaj z Vodjem (Jože Kosec) in stražarjema lovi samega sebe. Viktor je ubežnik zgolj in samo zato, da je sam svoj slednik, mora odigrati vlogo junaka, ki si ne more in ne sme ubežati. Celoten prvi del romana je potemtakem Viktorjev samolov, simbolično pa človekov samolov nasploh, kakor si ga zamišljajo ideološki in politični sistemi vseh časov, vrhunec pa naj bi dosegla oblika samolova prav v komunizmu. Oblastnikova želja je uloviti, nadzorovati, razosebiti človeka, ga spremeniti, prevzgojiti v »novega« ali v nadčloveka, v mehanično bitje, s katerim potem poljubno upravljajo Vodja, višja zavest, država, cerkev ... Upornik mora postati samoslednik, treba ga je osumiti izdajstva in ga kaznovati. Če se ne vda in ne prizna svoje krivde, je edina preostala možnost eksekucija. Drugi del govori o vodjih totalitarnih sistemov, ki so najbolj od vsega oboževali neuko služinčad, ki ni znala razmišljati s svojo glavo ter jim je slepo sledila.